# Omega (TeX)
Omega es una extensión de TeX que utiliza Basic Multilingual Plane de Unicode. Fue realizado por John Plaice y Yannis Haralambous después del desarrollo de TeX en 1991, en principio para mejorar las capacidades multilenguaje del sistema de tipografías TeX. Incluye una nueva fuente codificada en 16-bit para TeX, (omlgc and omah) cubriengo una gran variedad de alfabetos.
En 2004 en una conferencia de TeX Users Group, Plaice anunció su decisión de separarse en un nuevo proyecto (que no resultó público), mientras que Haralambous continuó trabajando sobre Omega.
LaTeX para Omega es invocado como lambda.

## Aleph y LuaTeX
Aunque el proyecto Omega fue visto como promisiorio en un principio, el desarrollo ha sido lento y funcionalmente inestable. Un proyecto separado fue iniciado con la ventaja de la estabilización del código y para extender la funcionalidad con e-TeX, conocido como Aleph, y liderado por Giuseppe Bilotta.
LaTeX para Aleph se conoce como Lamed.
Aleph por sí solo no siguió desarrollándose, pero la mayoría de sus funcionalidades han sido integradas en LuaTeX, un nuevo proyecto creado a través de la Universidad del Estado de Colorado (a través de Oriental TeX Project por Idris Samawi Hamid) y de NTG. LuaTeX comenzó en 2006 y fue lanzada la versión beta en el verano de 2007. Sería un sucesor de Aleph y pdfTeX, usando Lua como lenguaje de programación integrado. Fue desarrollado en un principio por Taco Hoekwater.